# Philip Birk
Philip Birk, född den 21 augusti 1993 i Varberg, är en svensk författare.